# Archäologisches Museum Sosopol

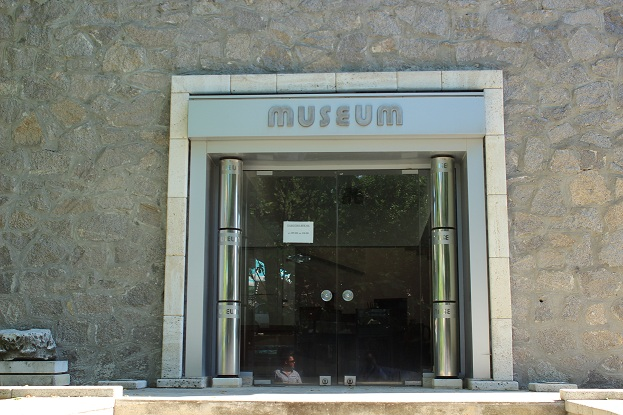
Eingang des Museums

Das Archäologische Museum in der Stadt Sosopol beschäftigt sich mit der Geschichte und Archäologie der über 2500-jährigen Stadtgeschichte die zuerst als griechische Kolonie Apollonia Pontica bekannt wurde. Der Heilige Synod der Bulgarisch-Orthodoxen Kirche stellte 1961 das Gebäude der Hl. Brüder Kiril und Methodius-Kirche am Chan-Krum-Platz 2. (ул. Хан Крум 2.) im Verlauf der Hauptstraße Apolonia für die Einrichtung des Museums zur Verfügung, damit in einer ersten Sonderausstellung wertvolle Artefakte aus der Geschichte der Region Sosopol ausgestellt werden konnten.
Die Sammlung des Museums umfasst heute viele einmalige archäologische Exponate aus der Zeit vom 5. Jahrtausend v. Chr. bis zum 17. Jahrhundert n. Chr. Ein weiterer Schwerpunkt der Sammlungen ist die christliche Kunst des 17. bis 19. Jahrhunderts und umfasst Ikonen, geschnitzte Ikonostasen und liturgisches Gerät. Die Exponate des Museums belegen die altertümliche Metallurgie, Handel und Schifffahrt der Schwarzmeerregion und Erzeugnisse des antiken und mittelalterlichen Handwerks. Interessant ist auch eine Sammlung von 120 intakten Amphoren.
Das Museum wird in der Liste der 100 nationalen touristischen Objekte Bulgariens als Nr. 8 geführt und beherbergt ein Zentrum für Unterwasser-Archäologie.
Seit 1992 ist der Historiker Dimitar Nedew Direktor des Museums.